# Darkfall

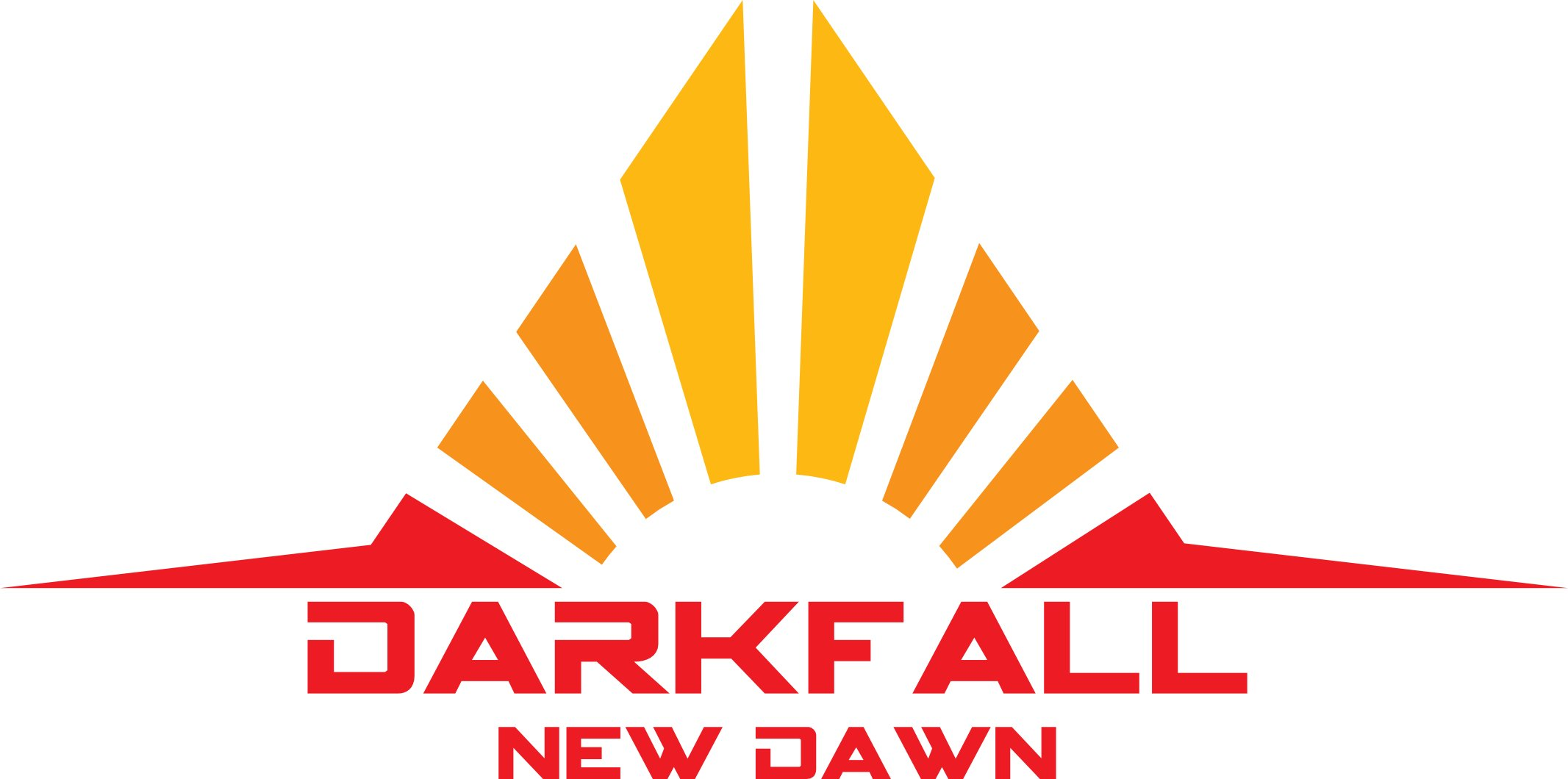
Logotipo del videojuego de rol "Darkfall"

Darkfall fue un videojuego de rol multijugador masivo en línea de mundo abierto, desarrollado por Aventurine, una empresa independiente de Grecia. Se desarrolla en el universo fantástico de Agon, que consta de un continente principal y cuatro subcontinentes, cada uno con su clima, misiones y culturas originarias. Los servidores oficiales de Darkfall cerraron sus puertas el 15 de noviembre del 2012.

## Jugabilidad
Darkfall utiliza un sistema de combate en primera persona para las magias y el arco, a diferencia de las armas meleé que usan una vista en tercera persona.

### Razas
Aparecen seis razas, originarias del continente principal, las cuales son:
- Los Alfar una raza de elfos oscuros enemigos de todas las razas. Su tierra natal, Nagast, es un desierto.
- Los Mirdain, un reino de elfos que adoran la naturaleza y están aliados con los humanos y los enanos.
- Los Mahirim, una especie de licántropos que viven de caza y pesca más que del comercio, a pesar de ser una tribu civilizada. Son neutrales con todos, excepto con los orcos, sus aliados, y los Alfar, sus enemigos.
- Los enanos, un reino minero en guerra con otra subespecie enana llamada Stadervirgs, más pequeños y con orejas puntiagudas.
- Los humanos, que conforman un reino feudal. No son originarios del continente, sino que son los sobrevivientes del hundimiento de una isla, que hace alusión a Numenor de Tolkien.
- Los orcos constituyen un reino cruel y despiadado que sometió a muchos (no todos) clanes goblin.

### Sigilo
En Darkfall, el sigilo se lleva a cabo por jugar sigilosamente, empleando técnicas furtivas del mundo real, como se mueve en la oscuridad, el empleo de camuflaje, caminando en silencio, y el uso de los objetos del mundo como cobertura, es decir, el sigilo no es automático, y no se limita a cualquier determinada clase o un subconjunto de jugadores. Dado que Darkfall es un MMORPG sin clases, cualquier jugador es capaz de practicar la mejora de las habilidades de sigilo tales como "caminar agachado" y seguir un estilo de juego furtivo.[cita requerida] Esta característica del sigilo también viene con semirealistalimitaciones - armadura metálica pesada emite sonidos audibles tintineo, y refleja la luz, y moverse más lentamente disminuye el volumen de los pasos. Sigilo en Darkfall también es posible a través de la deliberada falta de jugadores que muestran en el minimapa y el uso de la perspectiva en primera persona para el combate a distancia y el movimiento general.

### Alineación
Darkfall cuenta con un sistema de alineación de personaje del jugador que va del bien al mal basado en las acciones de los jugadores. Personajes iniciar el juego con una buena alineación, lo que disminuye el rendimiento "mal" acciones como atacar sin provocación racial aliados, o matar aliados racial. Las consecuencias de las malas acciones son en custodia temporal, susceptible de ser atacada por torres de vigilancia en las ciudades NPC controlado, y otros jugadores de poder para atacar a los "grises", los jugadores sin repercusión. Una sucesión de malas acciones los resultados negativos en la alineación, y un estado permanente de "matar a la vista" ("rojo"). Anteriormente, la alineación se podía recuperar al matar a los enemigos raciales. Actualmente solo se puede recuperar la alineación orando en una iglesia en una ciudad en caos.

## Geografía
El mundo de Darkfall se compone de un gran continente, en el centro llamado Agon, donde se encuentran las seis capitales raciales y que está rodeado de cuatro continentes más pequeños en el norte -este, noroeste, sureste y suroeste, llamados Niflheim, Yssam, Rubaiyat y Cairn. Además, hay numerosas pequeñas islas y archipiélagos. Uno de los desarrolladores, antes del lanzamiento del videojuego, estimaba que se necesitarían alrededor de ocho horas para que un ser humano corriese de un extremo al otro.[cita requerida] En realidad, el tiempo para cruzar el continente principal es de aproximadamente cuatro horas, y el tiempo para cruzar el mapa en diagonal es de seis horas.[cita requerida]
El mundo incluye una amplia gama de tipos de terrenos diferentes, incluyendo el bosque, llanura, desierto, hielo, selva / tropicales, pantanos y áreas de páramo. Cada parte del mundo de Darkfall ha sido hecho a mano por los desarrolladores y sin computadora.[cita requerida] Los desarrolladores de Darkfall han declarado que se puede acceder a cualquier terreno y pueden atravesarlos cualquier personaje que posea los conocimientos apropiados: por ejemplo, las montañas pueden ser escaladas por aquéllos que poseen la capacidad de subir, y a las islas se puede llegar nadando.

### Niflheim
Niflheim es un continente helado, un desierto ártico que es el hogar de una floreciente población de Gigantes de Hielo y Dragones Invernales. Grandes ventiscas azotan las montañas de las mesetas interiores, donde toda esa blancura se transforma en glaciares azulados y misteriosos lagos, cuyas aguas se asemejan al mercurio.

#### Las Islas de la Vida
Los fiordos y las calas de la costa sur de Niflheim están habitadas por los Hombres del Norte, una raza de resistentes seres humanos, de piel pálida y negros cabellos. Son un pueblo de marineros, que comercian con pescado y a veces hacen incursiones hacia las tierras más fértiles del sur. Su arquitectura se asemeja a la de los Mahirim, pero con rasgos decorativos más simples y curtidos. Normalmente, las casas de los Hombres del Norte se agrupan en pequeñas aldeas bajo la protección de sólidos muros de tierra. Los Hombres del Norte dependen prácticamente de los viajes oceánicos, y pocos son los caminos que conectan sus asentamientos, que son como islas perdidas entre tanto mar y hielo.

#### El Señor de la Guerra
Hace seis años, un Demonio de Hielo llamado Illgarm llegó a Niflheim. Se ha pasado los dos últimos años reuniendo monstruos bajo su control y coaccionando a varios líderes de los Hombres del Norte para que se unan a su causa. Como consecuencia, se han acrecentado las redadas de Hombres del Norte y se han coordinado (o al menos han coincidido) con incursiones por parte de los monstruos. Los barcos de los Hombres del norte han servido como transporte de gigantes, enanos de hielo y otros monstruos hacia el continente, donde muchos campamentos de estos monstruos han proliferado en su helada costa norte. 
Illgarm está construyendo un enorme castillo, el cual le servirá como sede principal de poder. Aunque pocos son los que lo han visto, el castillo tiene fama de ser verdaderamente colosal. Está siendo construido por enanos y gigantes de hielo sobre un gran y permanentemente congelado lago en el corazón de Niflheim.

### Yssam
El noroeste del continente de Agon es un lugar de calor sofocante, vegetación exuberantes y fuertes llúvias. Aquí, la selva va poco a poco recuperando el terreno a las ciudades de una civilización caída, cuyo destructor dormita ahora tras los muros de una ciudadela cubierta de color esmeralda. Ajenos a esto, algunos de los monstruos más terribles de Agon deambúlan en las profundidades del bosque en busca de presas.

#### El Reino Perdido
Las ruinas ahora tragadas por la selva son el testimonio de una edad perdida, en la que Yssam estaba habitada por una raza de elfos llamada los Ithwen. A diferencia de sus parientes actuales, los Mirdain y los Ciel Fey, los Ithwen construían casas de piedra y no tenían un especial respeto por la naturaleza. Las ruinas que dejaron atrás son la prueba de que eran una civilización avanzada.
Comparadas con las ruinas Chaldeas del continente principal de Agon, las ruinas de Yssam son recientes. Todas las ciudades ithwen fueron abandonadas al mismo tiempo, hará unos ochenta años, y todas revelan pruebas de monstruosos ataques. Las torres han sido derribadas, las casas han sido quemadas y todas presentan marcas de garras de algún tipo de reptil gigante.
Cubiertos ahora de musgo y en número desorbitado, los huesos de incontables elfos muertos reposan justo en el mismo lugar en donde cayeron décadas atrás. Algunos cayeron en combate, dentro de las ciudades o en los campos, mientras que otros fueron abatidos cuando trataban de escapar desesperadamente. Muchos de los huesos esparcidos por el suelo están ennegrecidos por el fuego hace ya tiempo extinto.

#### El Devastador
La civilización Ithwen fue destruida por Far-Loradain, el único Dragón Celestial conocido que aún mora hoy en día en Agón. Es increíblemente viejo, y tan poderoso como un dios menor. Se desconocen los motivos por los cuales abandonó su reposo y atacó a los Itwen.
Far-Loradain se sirve de un misterioso clan de guerreros y hechiceros. Viven en una ciudadela en el centro del continente, dentro de la cual se encuentra la entrada a la guarida oculta de Far-Loradain.
En la zona más al noroeste de Yssam, a la sombra de un gran volcán, se encuentra la fortaleza gigante de Iyrtan el Destructor que se ha coronado así mismo como rey de un poco organizado reino de Gigantes de Fuego.

### Rubaiyat
Durante miles de años, el Angra fluyó a través de Rubaiyat. Alimentaba la vida con sus aguas, soportó en sus espaldas muchos barcos y bajó por las montañas para que su pueblo explotase la agricultura.
Para la gente del Sharjad, el río Angra era eterno e inmutable. Sus obsequios diarios eran tan ciertos como los amaneceres y sus crecidad eran casi divinas, siempre con la llegada de la primavera. Pero un día ocurrió lo impensable, y sucedió lo cosmológicamente impensable: Prácticamente de la noche a la mañana simplemente el Angra dejó de fluir. Las granjas, los barcos fluviales y las ciudades fueron abandonadas por el río, dejando sus vados totalmente secos.
Mientras tanto, poco a poco fue surgiendo una pirámide roja de la fosa que antes había sido el arroyo donde nacía el río. Al igual que esta estructura, su constructor levantó a su vez a sus seguidores hacía ya largo tiempo enterrados a fin de conquistar Rubaiyat una vez más.

#### El retorno del Farón
Durante las Guerras de Usurpación, una poderosa deidad se proclamó así mismo como el dios-rey de Rubaiyat, haciéndose llamar Ur-Khamset o el Faraón Rojo. Mató y encarceló a los dioses locales del desértico continente, subyugó al pueblo y a continuación comenzó a moldear a sus súbditos como un poderoso ejército con el cual reclamaría toda autoridad sobre Agon y forzaría la entrada a las Salas de la Diosa.
Finalmente, el Faraón Rojo fue derrotado por la alianza de los dioses rivales. Pero con su último aliento lanzó un terrible hechizo que drenó los líquidos y fluidos de todo ser humano, dejando tan sólo esqueletos que el desierto enterraría. De esta forma, Ur-Khamset se llevó con él a sus súbditos hacia el aparente olvido y dejando como conquistas simplemente huesos destrozados a gobernar.
De todas formas,  Ur-Khamset tuvo prevista su desaparición, y por eso ordenó construir la Pirámide Roja en el fondo del lago de Angra. Impregnó la pirámide con hechizos que convocarían y preservarían su propia fuerza vital en el momento de su muerte, para resucitar posteriormente cuando las estrellas le fuesen favorables.
Para que la pirámide emergiese del fondo del lago, un millar de huesudad manos escavaron su camino, oculto durante milenios por las arenas del desierto, hacia la superficie. Siguiendo las pistas diseminadas por el desierto, las hordas del Faraón Rojo barrieron las ciudades de los desdichados Sharjad, conquistándolos con facilidad. Ahora, los ofídicos estandartes del Faraón Rojo ondean en la mayoría de las almenas de las ciudades del continente de Rubaiyat.
La mayoría de los saqueadores del Faraón, esqueletos tintados por las arenas del desierto que una vez fueron humanos, llevan entre sus pertenencias las túnicas de unos extraños gigantes conocidos como los Avaris, que aún deambulan por el desierto. Aunque la mayoría de las ropas de estos esqueletos ya se ha convertido en polvo, la gran mayoría sigue vistiendo las exóticas y antiguas vestimentas que llevaban en vida además de sinuosas y decoradas armas de bronce.
Ur-Khamset mora dentro de la Pirámide Roja, comandando sus ejércitos mediante el uso de unos collares conocidos como los Ankhs del Sol, los cuales son utilizados por sus generales más poderosos. Aunque nadie ha conseguido llevar a cabo esta proeza potencialmente suicida, hay una teoría que dice que un aventurero podría ser capaz de entrar en la Pirámide Roja si llevase puesto uno de estos Ankhs del Sol.

#### Los huérfanos del río
Dejando a un lado el ataque del Faraón Rojo, los Sharjad supervivientes se retiraron a Leenshards, un conjunto de verdes islas que se encuentran al norte de la península de Rubaiyat y fuera del alcance de Um-Khamset, al menos por ahora. Los visitantes provenientes de las tierras del Faraón Rojo usan las ciudades de Leenshards como puestos donde comprar suministros y vender sus botínes.
Desesperados por encontrar ayuda del exterior, los Shajard ofrecen sustanciosas recompensas a los grupos e individuos que son lo suficientemente valientes como para aceptar sus misiones y alzarse en armas contra el Faraón Rojo. La meta a corto plazo de los Sharjad es su supervivencia ante la destrucción de las tropa del Faraón. En un plazo más largo, también buscan destruir a Ur-Khamset y restablecer el flujo del río Angra.
Los Sharjad son una raza de estatura baja, aproximadamente del tamaño de los Alfar, cuya característica más llamativa es su piel azul. Pequeños colmillos blancos sobresalen de la mandíbula inferior de los Sharjad, y tienden a tener cabellos castaños o rojos, los cuales suelen mantener largos. Los hombres además llevan barbas y bigotes peinados de forma inmaculada. Visten amplias túnicas blancas que suelen llevar sobre ligeras cotas de malla de Mithril (también llamadas cotas Sharjad) y que les ofrecen protección contra los daños físicos y el calor.

#### Los Gigantes de las Arenas
Los gigantes Avaris son nómadas que deambulan por el desierto en pequeños grupos familiares. Suelen moverse por las regiones más recónditas e inhóspitas de Rubaiyat, llevando sus rebaños de camellos de oasis en oasis y llevando una humilde vida de pastoreo. Los Avarios son totalmente xenófobos y suelen atacar a cualquiera que vean cerca de sus caminos, campamentos y oasis.
Los Avaris son básicamente elfos gigantes. Miden unos cinco metros de altura y tienen las mismas extremidades y cuerpos alargados que los Mirdain. Sus amplias y blancas túnicas apenas dejan ver su bronceada piel. Los Avaris no usan ningún tipo de calzado, por esos sus callosos pies están adaptados al paso por las arenas del desierto de Rubaiyat. Los Avaris luchan usando plateadas espadas onduladas llamadas Qadas.

#### Área de interés: El Mar de Cristal
Hubo una apocalíptica batalla durante las Guerras de Usurpación en esta región. Como consecuencia de ella, una gran parte de la arena se transformó en negra obsidiana cristalina. En medio de esta región se eleva una aguja, una retorcida y escaparda montaña, hogar de un poderoso dragón, el cual ataca a cualquiera que ose entrar en la llanura bajo la montaña. En la base de la aguja se encuentra la entrada, una red de calabozos que conducen a la guarida del dragón en el mismo centro de la montaña. La guarida y la red de cavernas están protegidas por serpentinos, una brutal raza de reptiles que sólo viven para servir a sus amos draconianos.

#### Área de interés: La Ciudad de los Vientos
En lo más profundo del desierto central de Rubaiyat se encuentra la ciudad del Djinnlord, un mortífero mago que ha regido esta ciudad-estado independiente durante siglos. El Djinnlord ha sido capaz de repeler todos los ataques del Faraón Rojo hasta ahora, y las tropas de no-muertos han decidido olvidarse de la ciudad por el momento. La ciudad del Djinnlord es la única que queda intacta en el interior del país, y uno de los pocos lugares donde los viajeros pueden comerciar, entrenar y descansar.
La ciudad del Djinnlord se alza sobre un pequeño acantilado de arenisca que se eleva desde las arenas del desierto. Está rodeada por sólidos y altos muros tras los cuales se encuentra la entrada a una de las minas de Neithal más ricas de todo Agon. La ciudad es extremadamente rica y saludable, con plazas y edificios hermosamente decorados. El castillo del Djinnlord se sitúa en el centro de la ciudad, rodeado por un enorme parque. Hay muchas fuentes y pozos en la ciudad, cada cual con sus propias historias sobre sus mágicas aguas.
Además de los mercenarios sharjad ataviados con túnicas azules de neithal y adornadas con símbolos del viento, el Djinnlord se sirve también de elementales de aire, muchos de los cuales patrullan la ciudad y los alrededores. El mismo Djinnlord es un poderoso mago sharjad que ha encontrado la forma de alargar su vida eternamente.

#### Área de interés: Las salas de Ana-pur
Este sistema de cuevas naturales, situado en una zona rocosa al sur de Rubaiyat, es considerado la cuna de la diosa sharjad Ana-pur. Sus cuevas y el templo adyacente se encuentran ahora en poder de los Avaris, y los sharjad están desesperados por recuperar algunos artefactos que se apropiaron los gigantes cuando conquistaron el lugar. Se entra a las cuevas a través de una estrecha grieta, la cual se abre inmediatamente en un conjunto de grandes cámaras naturales conectadas entre sí por angostos túneles también naturales. Frente a la entrada se alza un templo sharjad, pero la entrada a este está tras sus muros, y la única forma de llegar es atravesando su complejo totalmente infestado de gigantes de las arenas.

#### Área de interés: El Delta del Angra
Un pantano hediondo y cubierto de barro se encuentra ahora en el lugar donde una vez el río Angra desembocó en el mar. El paso a través de este terreno sería casi imposible si no fuese por los senderos que los Avari han creado aquí. Los gigantes han allanado una considerable extensión de terreno en el corazón del delta, donde han levantado su campamento principal.
Dos islas fortificadas defendieron aquí una vez el Angra. Una de ellas es ahora utilizada como mirador por los gigantes. La otra es la morada de una mago que sirve al Faraón.
Una gran ciudad sharjad se levanta en la orilla del ahora seco cauce del río, justo donde el Angra fluyó una vez hasta la Costa del Mar de la Seda. Esta ciudad fortificada es uno de los mayores asentamientos sharjad, y una de las últimas en caer ante las hordas del Faraón. Aún es algo impresionante, aunque los no-muertos del Faraón han destruido muchos edificios y secciones de los muros. Las tropas del Faraón controlan totalmente el lugar.
Esta ciudad fue el punto de partida de todo el tráfico comercial fluvial de los sharjad por el Angra, y el lugar donde los barcos eran cargados con mercancías que eran transportadas por el río con destino a Leenshards y más allá. El puerto oceánico se encuentra en la parte noroeste de la ciudad, a lo largo de la Costa de la Seda, y está relativamente intacto, aunque ferozmente defendido por las tropas de no-muertos del Faraón.

### Cairn
El sureste del continente de Cairn está dominado por zonas áridas, con llanuras violentamente quemadas por el sol y sembradas de afiladas y dispersas formaciones rocosas. Estas llanuras son azotadas sin piedad por los vientos que asolan poco a poco todo cuanto hay alrededor de las rocas. Los tornados y tormentas de polvo sacuden las tierras, y las salvajes tormentas eléctricas bailan a lo largo de las devastadas llanuras.

#### La Tierra de los Minotauros y los Gigantes
En tiempos remotos, en Cairn vivían los Aernar, un pueblo amante de la paz y profundamente religioso, que vivía en aldeas dispersas de adobe, esforzándose por vivir en estas estériles tierras. Sin embargo, hace 290 años, comenzaron a llegar minotauros desde Ocre, en el continente principal y, uno tras otro, los pueblos aernar fueron sucumbiendo ante los feroces invasores. 
Los conquistadores minotauros aún habitan los asentamientos aernar pero, hoy en día -y sin mantenimiento alguno- estas aldeas no son más que ruinas habitadas. Los minotauros centran sus energías en hacer la guerra, sobre todos y cada uno de los otros habitantes de Cairn, mientras que a su vez hacen incursiones regulares en la costa continental.
Los minotauros generalmente chocan con los igualmente bélicos Gigantes de las Colinas, que deambulan por el interior de Cairn en pequeños clanes. Nómadas por naturaleza, los Gigantes de las Colinas construyen campamentos temporales y refugios contra el viento usando cualquier roca o piedra que vean cuando su líder decide que deben establecer ahí su campamento.

#### La legendaria Kasdim
En el centro de Cairn se encuentra la cuenca seca de un gran lago y, en sus secas orillas se halla la legendaria Kasdim, una gran y bien conservada ciudad caldea. Aunque a primera vista parece tranquila, Kasdim es el hogar de grandes poblaciones de poderosos monstruos, los cuales están enzarzados en continuas luchas por el control de la ciudad y de sus secretos.
Cuando cayó su imperio, un grupo de poderosos caldeos lograron escapar a Kasdim, que por aquel entonces no era más que una estación comercial fortificada. Allí permanecieron los últimos guardianes de la cultura del Imperio Benevolente, hasta que los cambios climáticos secaron el lago he hicieron de Kasdim un lugar inhabitable. Antes de perderse en el olvido, los últimos caldeos escondieron sus libros y sus artefactos en un calabozo excepcionalmente bien vigilado, cuya entrada se encuentra en el centro de Kasdim. Este calabozo y sus riquezas acumuladas es por lo que luchan todas las facciones de monstruos.